# Múa rối nước

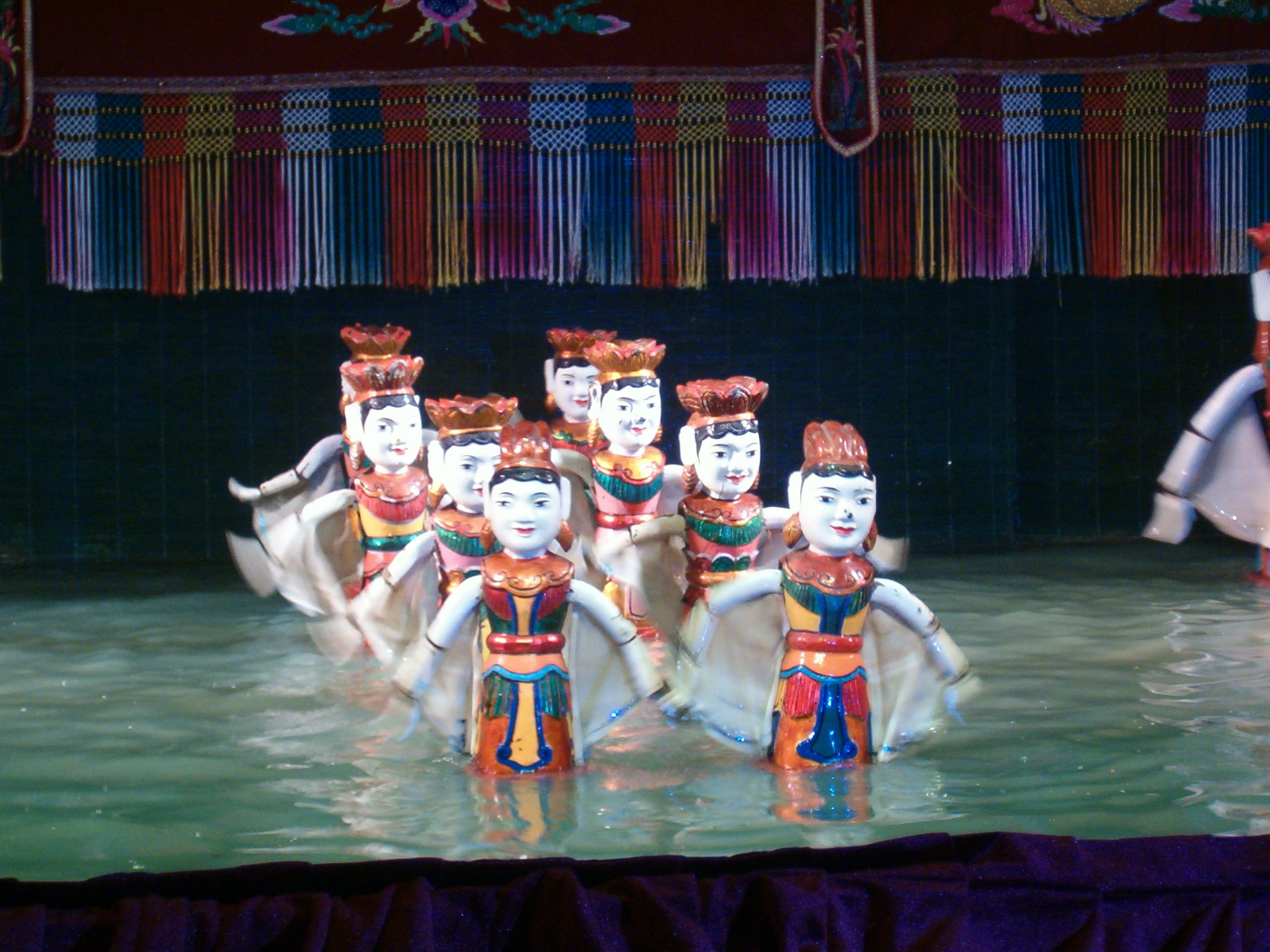
Mua rôi nuoc

Múa rối nước est un théâtre de marionnette vietnamien traditionnel accompagné de musique où l'action et la manipulation ont lieu sur et dans un bassin. Múa signifie danse, rối marionnette et nước eau.

## Formes contemporaines
Pendant la guerre du Viêt Nam opposant la République démocratique du Viêt Nam et les États-Unis, les élèves de certaines écoles de marionnettes glanaient des déchets d'armement militaire pour confectionner des marionnettes. Les pièces jouées étaient à caractère patriotique, reprenant l'actualité de la guerre sous des jours victorieux et se ponctuant des triomphes du personnage principal glorifié Hô Chi Minh.
En 1969, une de ces écoles de marionnettes a filmé avec l'équipe du New York Newsreel le documentaire People’s War. Ce documentaire raconte la vie des vietnamiens durant la guerre du Viêt Nam.
En France, les Tambours sur la digue, est une pièce pour marionnettes jouées par des acteurs du Théâtre du Soleil et écrit par Hélène Cixous.
En 2011-2012, Dominique Pitoiset, après un séjour à Hanoï, monte Le Maître des marionnettes, un spectacle réalisé sur un bassin de 8 mètres sur 7, avec des marionnettistes et des musiciens (la chanteuse « artiste du peuple » Ngo Yhi Quam) du Théâtre national de marionnettes du Viêt Nam.